# Баранов, Сергей Андреевич
Сергей Андреевич Баранов (род. 10 августа 1981, Горловка) — российский волейболист, диагональный нападающий, заслуженный мастер спорта России (2004).

## Биография
Сергей Баранов пришёл в волейбол достаточно поздно — в 17 лет, когда был зачислен на факультет физвоспитания Черниговского педагогического института по специализации волейбол. Его первым тренером был Михаил Петухов. Через полгода во время молодёжного чемпионата Украины, проходившего в Харькове, молодого спортсмена заметили работники «Белогорья-Динамо». Сергей переехал в Белгород и перевёлся на факультет физической культуры педагогического института БелГУ. До 2001 года Сергей выступал за «Белогорье-Динамо», с 2002 года — за «Локомотив-Белогорье».
Осенью 2002 года после ухода из «Белогорья» Александра Климкина и Андрея Ткаченко Сергей Баранов оказался единственным диагональным белгородской команды и так быстро вписался в её основной состав, словно играл в нём не один год. Баранов внёс огромный вклад в достижения «Локомотива-Белогорья» в сезоне-2002/03: команда, выдав рекордную 31-матчевую победную серию, в очередной раз стала чемпионом России и впервые в российской истории одержала победу в Лиге чемпионов. Финальный матч главного еврокубка против именитой «Модены» стал во многом символичным в карьере Сергея: он по всем показателям превзошёл диагонального соперников и бывшего игрока «Белогорья» Романа Яковлева и тем самым обострил конкуренцию за место в составе сборной России, которая на протяжении многих лет была непредставима без Яковлева. Дебют Баранова в сборной состоялся 24 мая 2003 года в Кабимасе в матче Мировой лиги против команды Венесуэлы.
Сергей Баранов был одним из ключевых игроков сборной России в 2003—2005 годах, в 2006-м из-за травмы пропустил часть сезона, но всё же присоединился к команде во время группового турнира Мировой лиги. Всего сыграл за сборную России в 62 официальных матчах, набрал 350 очков.
В сезоне-2006/07 Сергей Баранов выполнял функции капитана «Локомотива-Белогорья». Летом 2007 года перенёс операцию на плече, после которой пережил долгий восстановительный период и в сезоне-2008/09 вернулся в состав белгородской команды, составив конкуренцию на позиции диагонального Гундарсу Целитансу. В сезоне-2009/10 выступал за новосибирский «Локомотив», в следующем чемпионате — за кемеровский «Кузбасс», затем вернулся в Новосибирск и сыграл несколько матчей за вторую команду «Локомотива» в высшей лиге «А».
В октябре 2012 года Сергей Баранов объявил о завершении спортивной карьеры из-за травмы, однако спустя несколько месяцев получил предложение от президента клуба «Газпром-Югра» Рафаэля Хабибуллина вернуться в игру. Спортсмен прошёл курс реабилитации в Германии, а 2 апреля 2013 года в матче 1/8 финала чемпионата России впервые вышел на площадку в составе сургутской команды.
После завершения сезона-2013/14 Сергей Баранов вновь прервал карьеру, в течение некоторого времени тренировался со второй командой «Белогорья». Осенью 2015 года вернулся в большой волейбол в матчах «Белогорья» на Кубке Победы, но не смог закрепиться в составе и вторую половину сезона-2015/16 провёл в фарм-команде «Технолог-Белогорье» в высшей лиге «Б».
В сезоне-2017/18 выступал за махачкалинский «Дагестан» в высшей лиге «А». Летом 2018 года вернулся в «Белогорье», но в январе 2019 года перешёл в чешский «Кладно».

## Достижения

### Со сборной России
- Бронзовый призёр XXVIII летних Олимпийских игр (2004).
- Серебряный (2005) и бронзовый (2003) призёр чемпионатов Европы.
- Бронзовый призёр Мировой лиги (2006).
- Победитель Евролиги (2005), серебряный призёр Евролиги (2004).

### В клубной карьере
- Чемпион России (2002/03, 2003/04, 2004/05), серебряный призёр чемпионата России (2005/06).
- Обладатель Кубка России (2003, 2005), финалист Кубка России (2015).
- Победитель Лиги чемпионов (2002/03, 2003/04), бронзовый призёр Лиги чемпионов (2004/05, 2005/06).
- Победитель Кубка Европейской конфедерации волейбола (2008/09).

### Личные
- Лучший нападающий «Финала четырёх» Лиги чемпионов (2003/04).
- Участник Матча звёзд России (2005).

## Награды и звания
После победы «Локомотива-Белогорья» в Лиге чемпионов-2002/03 Сергей Баранов, имевший первый разряд, не успев побывать мастером спорта, сразу стал мастером спорта международного класса. В следующем году, после бронзового успеха сборной на Олимпиаде в Афинах Сергею было присвоено звание заслуженного мастера спорта. Он также был награждён медалью ордена «За заслуги перед Отечеством» II степени.